# 安德烈·叶廖缅科
安德烈·伊萬諾維奇·葉廖緬科（俄语：Андре́й Ива́нович Ерёменко，1892年10月14日—1970年11月19日）是蘇聯軍事指挥员，1955年获得苏联元帅军衔。骑兵出身。对苏联在1941年基辅战败负有重要责任，后来因布良斯克的大败而降职。1942年底奉命指挥斯大林格勒方面军坚守成功，此后出任一系列方面军要职。

## 生涯

### 早期经历
出生于乌克兰一个贫农家庭，1913年入伍沙俄陆军，第一次世界大战在西南方面军、罗马尼亚方面军服役。1918年加入苏聯红军。内战期间在布琼尼的骑兵第1集团军，战后在圣彼得堡骑兵学校指挥人员进修班与伏龙芝军事学院深造。 
1939年就任骑兵第6军军长，率部参加了从波兰手里收复西白俄罗斯作战。

### 苏德战争
苏德战争爆发8天后被任命为西方面军代理司令员，接替兩天前被撤职的巴甫洛夫上将，指挥西方面军余部顽强抵抗，把战线稳定在斯摩棱斯克附近，但於斯摩棱斯克防御战役中负伤，伤愈后1941年8月被任命为布良斯克方面军司令员。 
1941年10月的莫斯科会战中，布良斯克方面军被德军古德里安的装甲第2集群打穿，但方面军所属各集团军部队东撤，没有被合围。1941年10月13日叶廖缅科乘坐的波-2联络机坠毁，其本人受重伤。
1942年1月出任西北方面军下属的突击第4集团军司令员，指挥所部参加了莫斯科会战大反攻阶段的托罗佩茨-韦利日进攻战役。1942年1月20日德军飞机轰炸了突击第4集团军正在进攻托罗佩茨的步兵第249师观察所，正在该处的叶廖缅科右腿胫骨腓骨均被炸断，军医建议截肢，但叶廖缅科命令给伤腿接骨后打上石膏并留在集团军指挥所继续指挥战役。此后的23天都躺在担架上指挥该集团军完成该战役並于2月13日去后方医院療伤。
1942年8月1日临危受命出任东南方面军司令员。1942年9月11日担负保卫斯大林格勒的第62集团军司令员洛帕京上将丧失了坚守信心，叶廖缅科用时任第64集团军副司令的崔可夫中将替换了洛帕京的职务 。1942年9月28日东南方面军更名为斯大林格勒方面军，天王星战役中，斯大林格勒方面军完成了左翼突破合围德军第6集团军的任务，并粉碎了包围圈外曼施泰因与霍特的解围进攻。 
1943年1月1日斯大林格勒方面军更名为南方面军，负责合围圈对外正面，由罗科索夫斯基指挥的顿河方面军负责合围圈对内正面。
1943年3月出任加里宁方面军司令员。
1943年12月出任独立滨海集团军司令员，与乌克兰第4方面军协同解放了克里木。
1944年4月出任波罗的海第2方面军司令员，在夏季战局中胜利进攻，解放了里加。
1945年3月26日出任乌克兰第4方面军司令员，解放了捷克斯洛伐克许多地方。

## 战后
1945年任喀尔巴阡军区司令员，1946年任西西伯利亚军区司令员 ，1953年任北高加索军区司令员，1958年任国防部总监，同年退役。

## 荣誉
苏联
- 苏联英雄
  - 1944年7月29日
- 列宁勋章（5次）
  - 1938年2月22日、1944年7月29日、1945年2月21日、1962年10月13日、1967年10月13日
- 十月革命勋章
  - 1968年2月22日
- 红旗勋章（4次）
  - 1926年6月15日、1941年2月22日、1944年11月3日、1949年6月20日
- 一级苏沃洛夫勋章（4次）
  - 1943年1月23日、1944年5月16日、1945年5月23日
- 一级库图佐夫勋章
  - 1943年9月22日
- 荣誉武器
  - 1968年2月22日
- 红军建军二十周年奖章

国外
- 捷克斯洛伐克英雄
  - 1970年4月28日

## 军事指挥任职[4]
| 军职                                | 军职                                           | 军职                                          |
| ----------------------------------- | ---------------------------------------------- | --------------------------------------------- |
| 前任： Unidentified                 | 骑兵79团团长 1929 - 1936                       | 繼任： Unidentified                           |
| 前任： Unidentified                 | 骑兵22团团长 1937                              | 繼任： Unidentified                           |
| 前任： Unidentified                 | 骑兵14师师长 1937 - 1938                       | 繼任： Unidentified                           |
| 前任： Unidentified                 | 骑兵第6军军长 1938 - 1940                      | 繼任： Unidentified                           |
| 前任： Unidentified                 | 机械化第3军军长 1940                           | 繼任： Unidentified                           |
| 前任： Unidentified                 | 北高加索军区司令（未到任） 1940年底            | 繼任： Unidentified                           |
| 前任： 波波夫                       | 红旗第1集团军司令 Jan 1941 - Jun 1941          | 繼任： 瓦西里耶夫中将                         |
| 前任： 巴甫洛夫大将                 | 西方面军司令 1941/06/28–1941/07/02             | 繼任： 铁木辛格元帅, 叶廖缅科改任方面军副司令 |
| 前任： 新建                         | 布良斯克方面军司令 1941/08/16-1941/10/13       | 繼任： 扎哈罗夫少将                           |
| 前任： 第27集团军改编               | 突击第4集团军司令 1941/12/25–1942/02/13        | 繼任： 菲利普·戈利科夫中将                    |
| 前任： Unidentified                 | 南方面军司令员 1942 - 1942/07/12               | 繼任： Unidentified                           |
| 前任： '                            | 斯大林格勒方面军司令 1942/07/12-1942/08/07     | 繼任： '                                      |
| 前任： 由斯大林格勒方面军分建       | 东南方面军司令员 1942/08/07-1942/09/28         | 繼任： '                                      |
| 前任： 东南方面军改称               | 斯大林格勒方面军司令 1942/09/28-1943/01/01     | 繼任： '                                      |
| 前任： 斯大林格勒方面军改称         | 南方面军司令 1943/01/01-1943/02                | 繼任： 马利诺夫斯基                           |
| 前任： 马克西姆·普尔卡耶夫大将      | 加里宁方面军司令 1943/04/07-1943/10/02         | 繼任： 改名波罗的海第一方面军                 |
| 前任： 原加里宁方面军               | 波罗的海第一方面军司令员 1943/10/02-1943/11/09 | 繼任： 巴格拉米扬                             |
| 前任： 伊万·叶菲莫维奇·彼得罗夫大将 | 独立滨海集团军司令员 1944/02/03–1944/04/18     | 繼任： '                                      |
| 前任： 波波夫大将                   | 波罗的海第二方面军 1944/04/23-1945/02          | 繼任： 并入列宁格勒方面军                     |
| 前任： 伊万·叶菲莫维奇·彼得罗夫大将 | 乌克兰第4方面军 1945/03/26-1945/08/25          | 繼任： 改编为喀尔巴阡军区                     |
| 前任： 乌克兰第4方面军              | 喀尔巴阡军区司令员 1945/08/25-1946/10          | 繼任： K.N. Galytskyy上将                     |
| 前任： V.I. Kurdyumov中将           | 西西伯利亚军区司令员 1946/10 - 1953/11         | 繼任： 并入西伯利亚军区                       |
| 前任： S G 特罗菲缅科上将           | 北高加索军区司令员 1953/11 - 1958/04           | 繼任： 普利耶夫上将                           |
| 前任： Unidentified                 | 国防部总监 1958年4月                           | 繼任： Unidentified                           |